# Sophie Vandeveugle
Sophie Vandeveugle, née à Tournai en 1998, est une écrivaine belge. Pour son premier roman Feu le vieux monde, elle est finaliste du Prix du roman d'écologie 2024 ainsi que lauréate du Prix Fintro littérature francophone et du Prix Découverte de l'Académie royale de langue et de littérature françaises de Belgique.

## Biographie

### Enfance et formation
Sophie Vandeveugle naît à Tournai en 1998,.
Elle réalise des études littéraires à Namur puis rejoint le cursus Lettres et littérature française et romanes de l'Université de Lille,.

### Carrière
En 2021, elle est lauréate du Prix Jeune Audiberti pour sa nouvelle D’une nuit l’autre,. Antispéciste, elle décide, dans le cadre de ce concours littéraire, d'écrire sur la condition animale,.  
Puis elle fait parvenir par mail son premier manuscrit à la maison d'éditions parisienne Denoël et est repérée par l'éditrice Marie Desmeures.  
En 2023, elle publie son premier roman, Feu le vieux monde, dans lequel elle raconte le combat de jeunes contre de terribles incendies provoqués par les canicules, elles-mêmes accentuées par le réchauffement climatique,. L'autrice, marquée par les mégafeux de 2019 en Australie, souhaite « faire prendre conscience aux lecteurs que la planète telle qu’elle est aujourd’hui, telle qu’on l’exploite aujourd’hui, se retrouve face à une situation où l’on pourrait vraiment parler de guerre face à ces enjeux climatiques ». Pour ce roman, elle reçoit le Prix Fintro littérature francophone destiné à de jeunes artistes belges ainsi que le Prix Découverte de l'Académie royale de langue et de littérature françaises de Belgique,,. Elle est également finaliste du Prix du roman d'écologie 2024. 

## Œuvre

### Roman
- Feu le vieux monde, éditions Denoël, 2023

### Nouvelle
- D’une nuit l’autre (Prix Jeune Audiberti), 2021